# 芬蘭公路

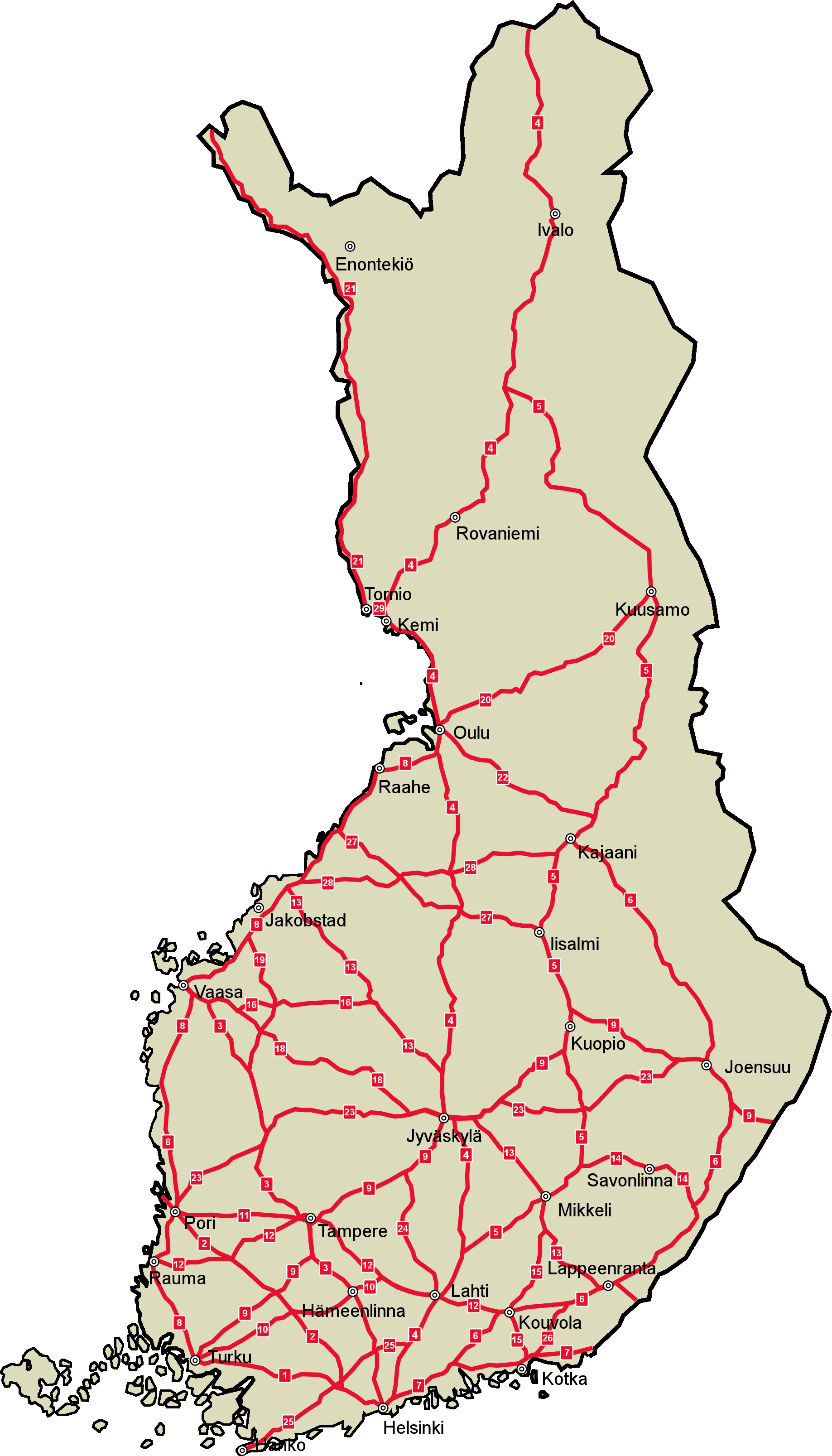
芬蘭公路網

芬蘭公路分為一級公路和二級公路兩類：前者編號1至39，連接各主要城市；後者編號40-99，連接地區中心。
編號1至7的公路始於首都赫爾辛基（2、5、6號國道分別由1、4、7號國道分出）。編號8至10的國道始於圖爾庫。芬蘭有930公里公路是高速公路，另有124公里汽車專用公路。